# Pieter Cornelis Boutens
Pieter Cornelis Boutens (Middelburg, 20 febbraio 1870 – L'Aia, 14 marzo 1943) è stato un poeta e classicista olandese.

## Biografia
Boutens nacque in Zelanda, in una famiglia di austeri commercianti protestanti. Frequentò il ginnasio, dove mostrò il suo talento per il latino e il greco e tradusse il Simposio di Platone. Nel 1890 cominciò a studiare lingue classiche all'Università di Utrecht. Nel 1899 si laureò con una tesi sul commediografo greco Aristofane.
Come poeta debuttò nel 1891 sulla rivista studentesca Utrechtse Studenten Almanak. La sua prima opera era ispirata ai Verzen di Herman Gorter. Oltre ai Tachtigers, le fonti di ispirazione di Boutens furono anche Platone, Saffo e la Bibbia. Il suo stile è basato sull'idea di raggiungere una "realtà più alta" che si avvicini al "segreto di Dio". Inoltre, nella poesia di Boutens si riflette l'interesse per Platone ed Eros. Il tema dell'omoerotismo è presente chiaramente nelle Strophen van Andries de Hoghe (1919), che furono presentate come scritte da un poeta morto giovane e semplicemente pubblicate da Boutens. Solo nel 1983 W. Blok dimostrò che in realtà l'autore era Boutens stesso.
Nel 1984 Boudens accettò l'incarico di insegnante di lingue classiche all'Istituut Noorthey di Voorschoten, a quel tempo un collegio famoso frequentato dai rampolli di famiglie aristocratiche. Nel 1904 per motivi di salute trascorse un periodo di riposo in Tirolo e poi si stabilì all'Aia, dove visse impartendo lezioni private e con il sostegno finanziario di amici aristocratici conosciuti a Noorthey. Tra questi amici ci fu in seguito anche l'industriale e scrittore Arij Prins. Boudens si fece notare nel mondo letterario attraverso la Vereeniging van Letterkundigen (associazione di letterati) fondata nel 1905. Nel 1918 diventò il presidente dell'associazione. Grazie al suo spirito imprenditoriale, il fondo per il sostegno dei letterati indigenti (Ondersteuningsfonds voor behoeftige letterkundigen) ebbe molto successo. Ebbe successo anche la sua attività per il Willem Kloosfonds creato nel 1919 per il sostegno finanziario dei letterati.
Boudens fu molto criticato perché negli ultimi anni della sua vita diventò membro della Kultuurkamer (Camera della Cultura), fondata durante l'occupazione tedesca. Boudens a quell'epoca voleva rimanere apolitico e si associò solo per salvare i soldi del Willem Kloosfond. Ciononostante, per molti questa sua partecipazione rimane come una macchia indelebile.
Come nei Tachtigers, l'arte della parola e l'amore per i neologismi caratterizzano l'opera di Boudens. Le descrizioni impressionistiche di quella generazione non facevano per lui. Gradualmente l'evoluzione di Boudens acquistò un carattere personale, determinato dalle sue convinzioni filosofiche: gli insegnamenti di Platone diedero senso e contenuto alla sua arte poetica.

## Opere
- 1898 - Verzen
- 1902 - Praeludiën
- 1904 - Naenia
- 1907 - Stemmen
- 1908 - Beatrijs
- 1908 - Spel van Platoons leven
- 1909 - Vergeten liedjes
- 1910 - Alianora
- 1912 - Carmina
- 1916 - Lente-maan
- 1919 - Strophen uit de nalatenschap van Andries de Hoghe
- 1920 - Sonnetten
- 1921 - Liederen van Isoude
- 1922 - Zomerwolken
- 1926 - De sonnetten van Louis Labé
- 1930 - Oud-Perzische kwatrijnen
- 1931 - Bezonnen verzen
- 1932 - Honderd Hollandsche kwatrijnen
- 1932 - Strophen en andere verzen uit de nalatenschap van Andries de Hoghe
- 1942 - Tusschenspelen
- 1942 - Gegeven keur
- 1943-1954 - Verzameld werk (sette volumi, pubblicato postumo)

## Premi
- 1913 - Tollens-prijs per la sua intera opera
- 1914 - Nieuwe Gids-prijs per Carmina
- 1925 - Prijs voor Meesterschap per Zomerwolken